# Nealcidion femoratum
Nealcidion femoratum es una especie de escarabajo longicornio del género Nealcidion, tribu Acanthocinini, subfamilia Lamiinae. Fue descrita científicamente por Monné y Martins en 1976.

## Descripción
Mide 10,95-14 milímetros de longitud.

## Distribución
Se distribuye por Ecuador.